# Ієва Малука
Ієва Малука (9 квітня 2003) — латвійська плавчиня.
Учасниця Олімпійських Ігор 2020 року, де на дистанціях 100 і 200 метрів вільним стилем посіла, відповідно, 37-ме і 24-те місця й не потрапила до півфіналів.